# Birse Castle

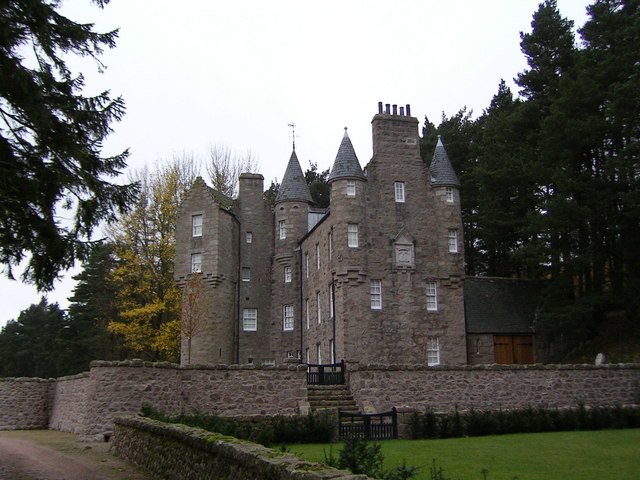
Birse Castle

Birse Castle ist ein Wohnturm im Forest of Birse in der schottischen Council Area Aberdeenshire.
Ursprünglich handelte es sich um einen dreistöckigen Wohnturm mit Dachgeschoss aus der Zeit um 1600, erbaut aus rosafarbenem Granit-Bruchstein. 1911 wurde er dann zu einer Burg mit L-förmigem Grundriss ausgebaut. Am Ostflügel und an der Südostecke trägt sie jeweils ein Ecktürmchen.
Historic Scotland hat sie als historisches Bauwerk der Kategorie B gelistet.